# Motyčky
Motyčky – wieś (obec) na Słowacji położona w kraju bańskobystrzyckim, w powiecie Bańska Bystrzyca. Pierwsze wzmianki o miejscowości pochodzą z roku 1743. Miejscowość położona jest w dolinie Starohorskiego potoku, w obrębie dwóch mezoregionów geograficznych: Wielkiej Fatry i Starohorskich Wierchów. 
Według danych z dnia 31 grudnia 2010, wieś zamieszkiwało 118 osób, w tym 57 kobiet i 61 mężczyzn.
W 2001 roku rozkład populacji względem narodowości i przynależności etnicznej wyglądał następująco:
- Słowacy – 98,13%
- Czesi – 1,87%

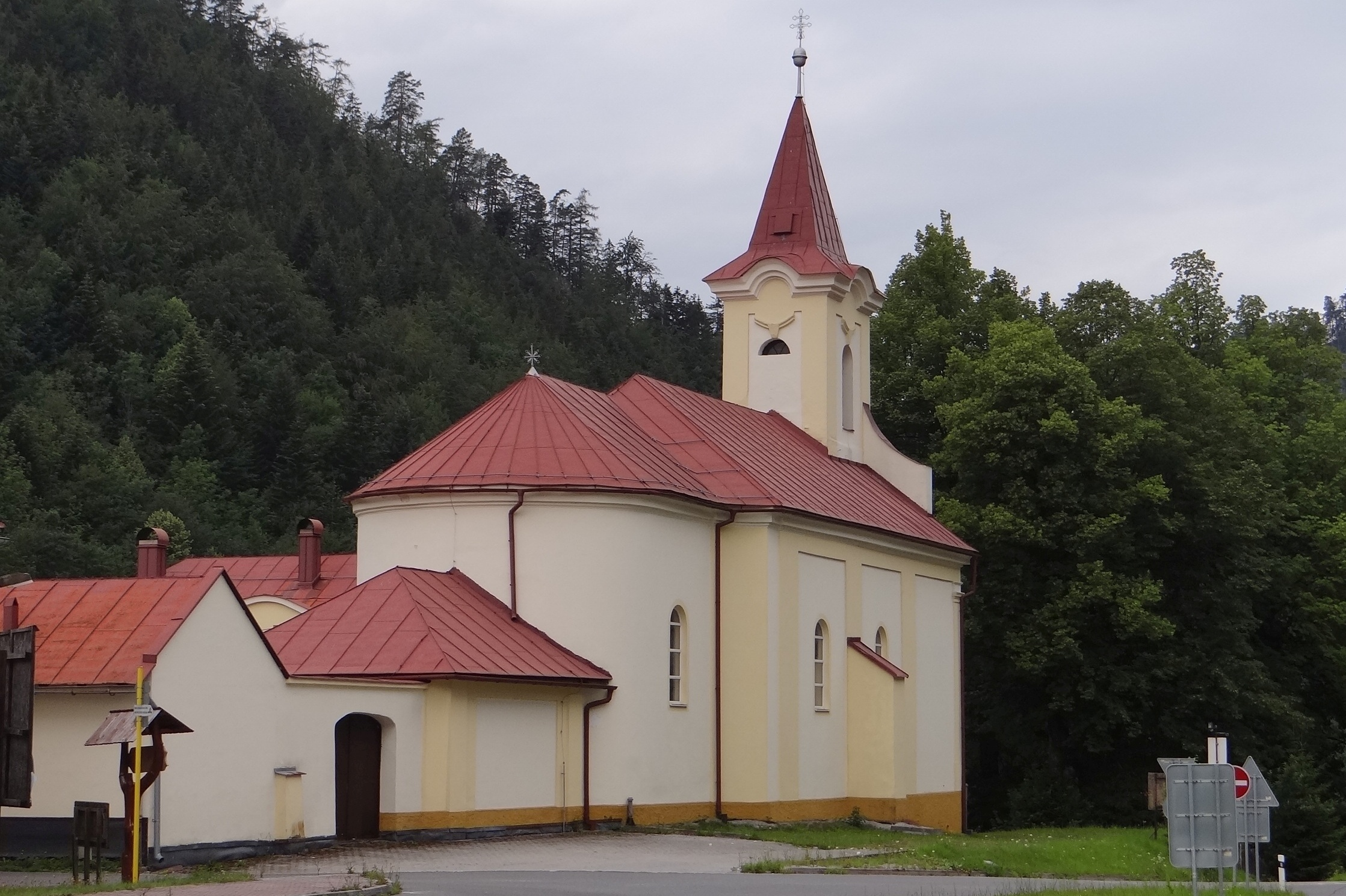
Kościół
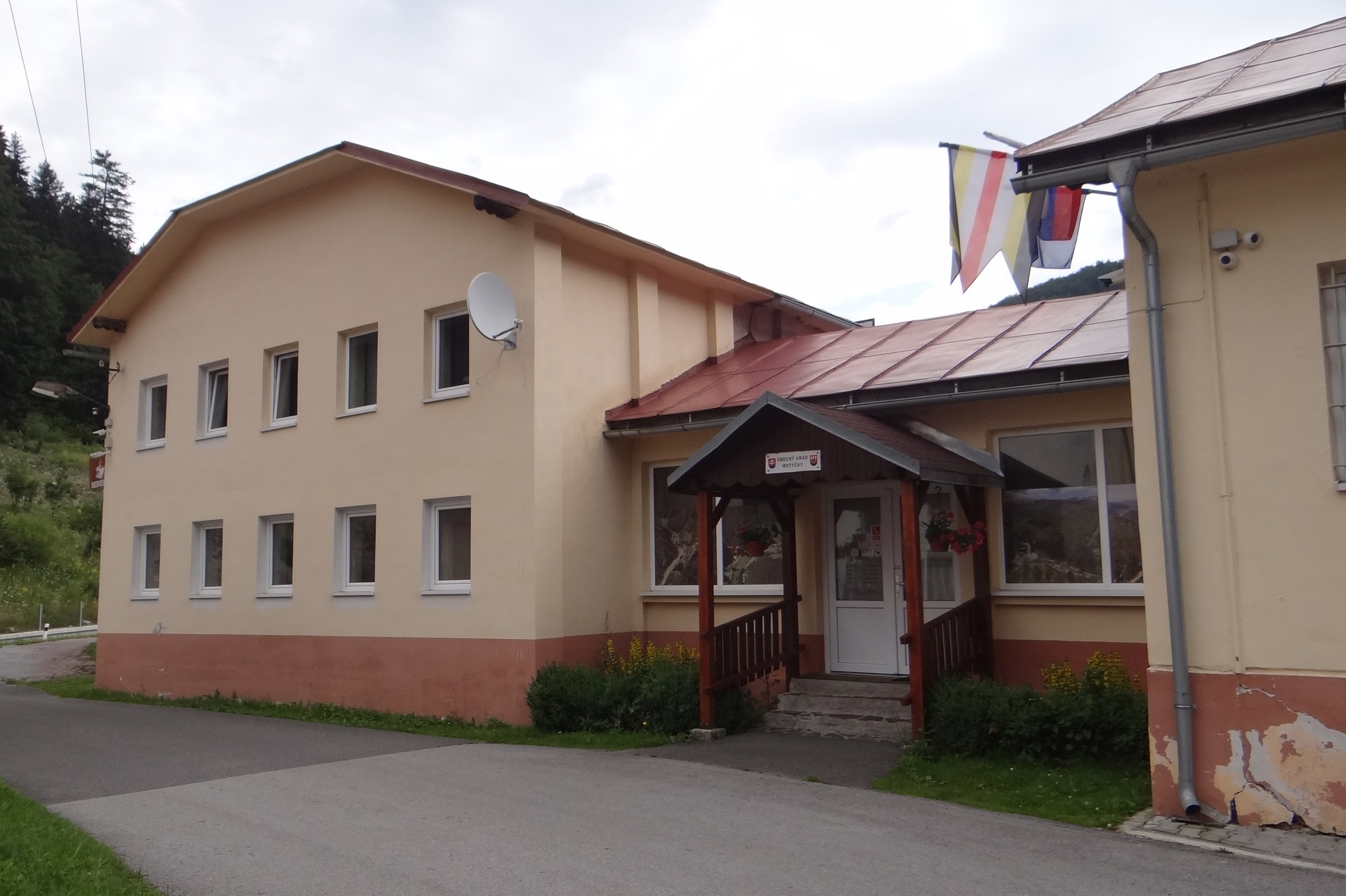
Budynek urzędu gminy
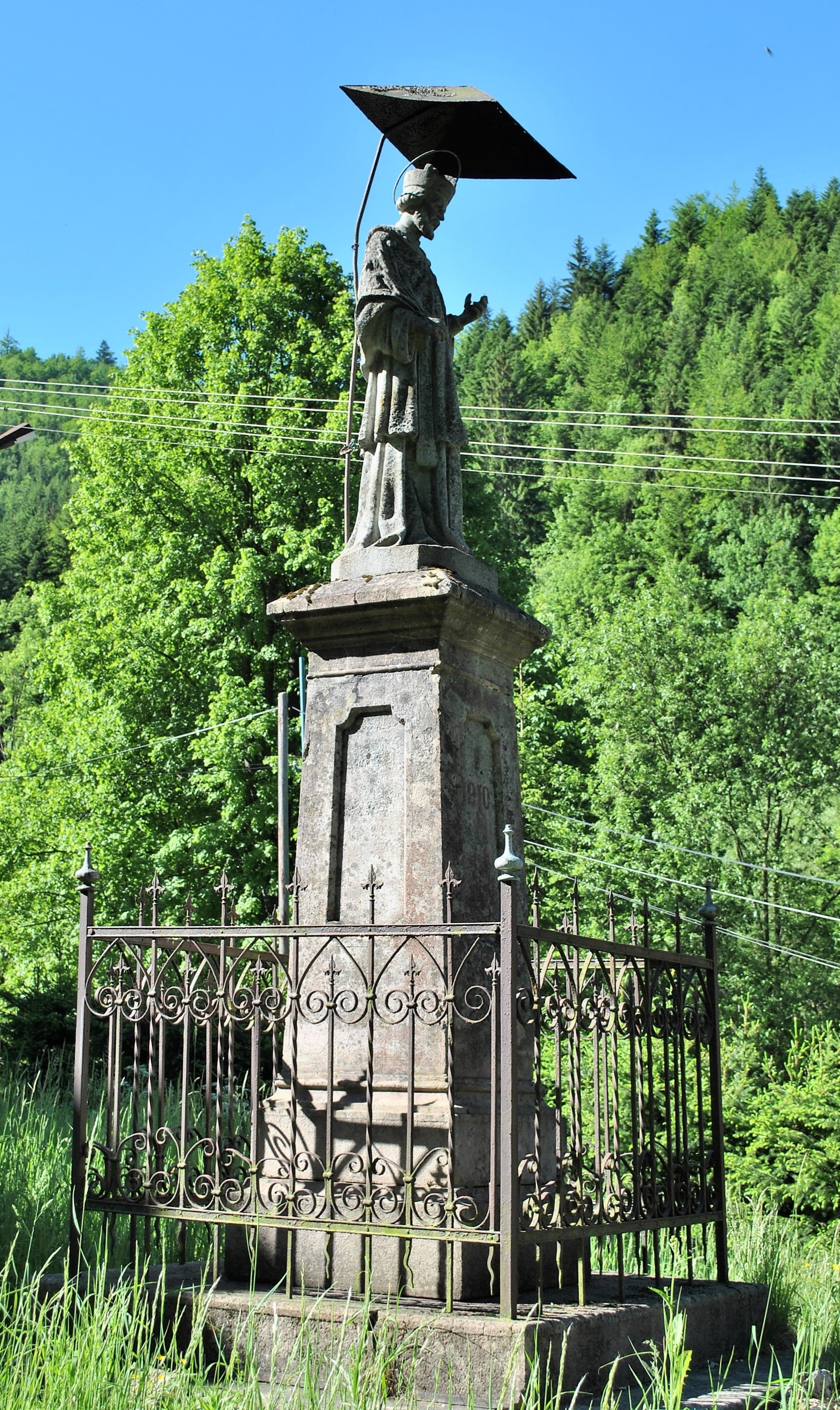
Posążek świętego
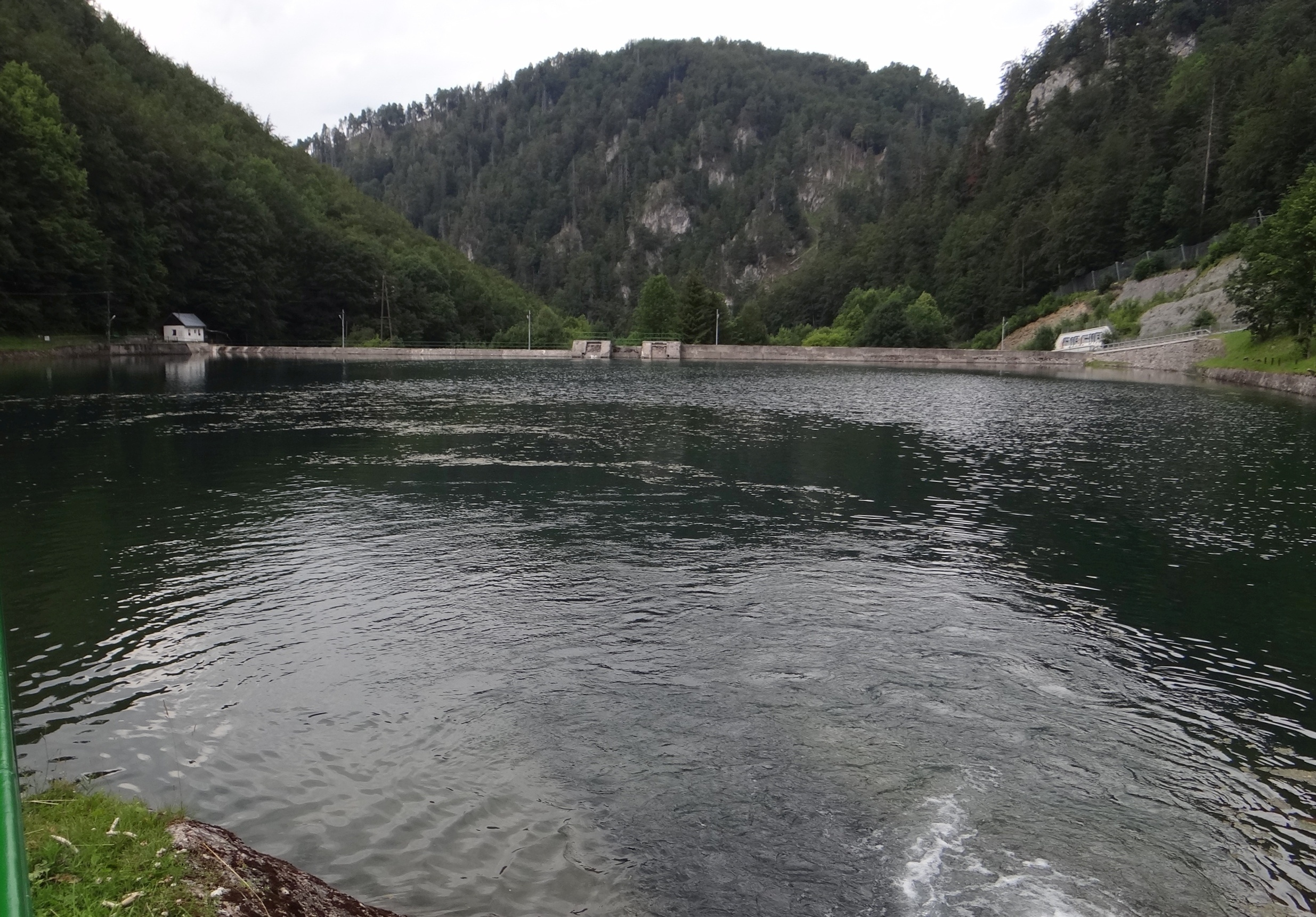
Sztuczny zbiornik wody

W Motyčkach na Starohorskim potoku znajduje się zapora wodna i sztuczny zbiornik wodny. Woda z niego spływa ciśnieniową rurą o długości 234 metrów i rurociągiem o długości 185 metrów do elektrowni wodnej Dolný Jelenec.